# Δ結合

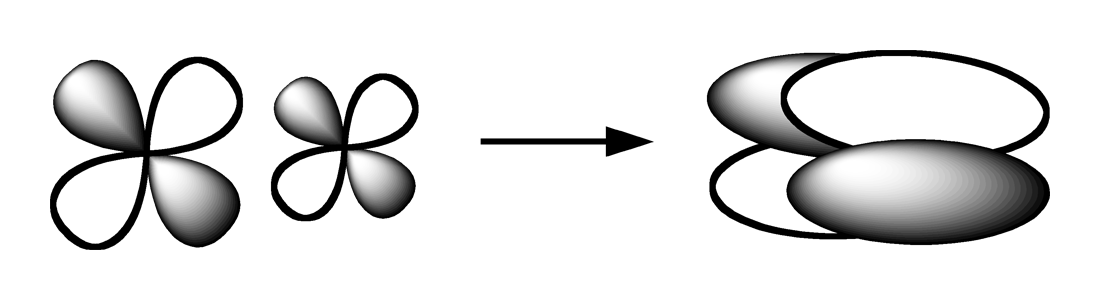
d軌道の重なりによるδ結合の形成

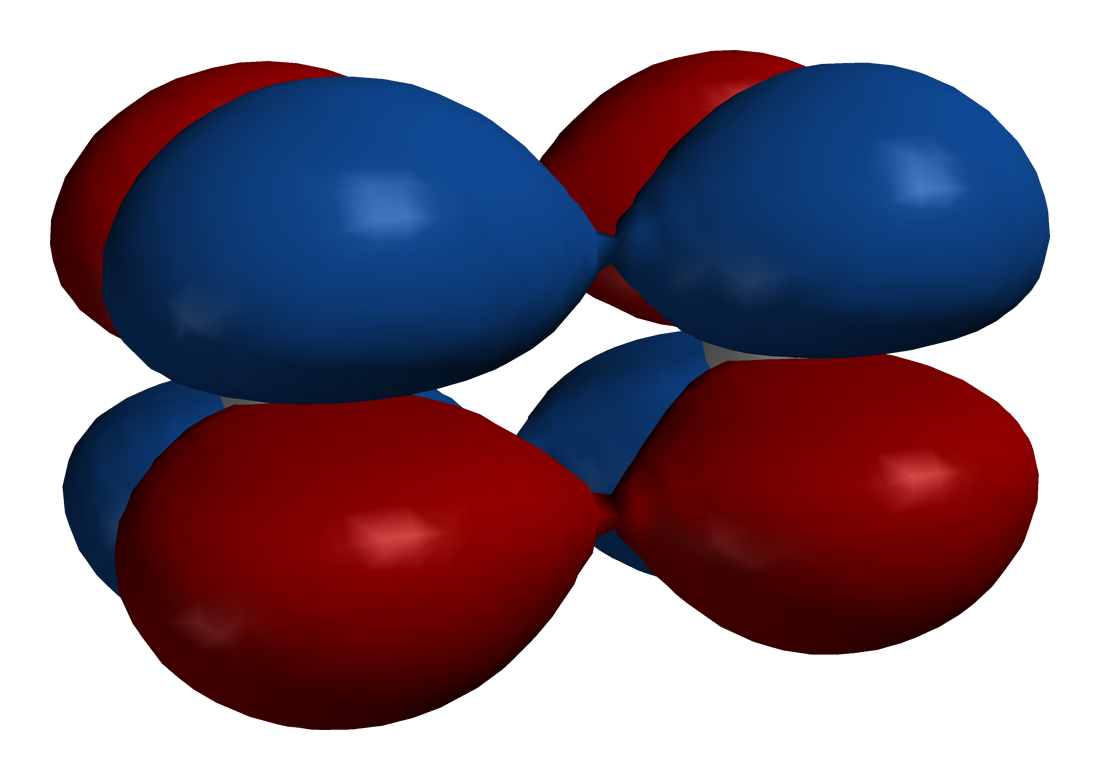
δ結合の外観

δ結合（デルタけつごう、英: delta bond）は共有結合の一種で、ある電子の軌道のローブの4つが別の電子の軌道のローブの4つと重なっているものである。軌道の節平面の内、2つのみが両原子を通る。

## 由来
δの文字はd軌道に由来する。結合軸方向から見た軌道対称性が通常の（4つ葉型）d軌道と同じであることからの命名である。

## 性質
十分に大きな原子では占有されたd軌道のエネルギーが十分に低く、結合に関与できる。δ結合は有機金属化合物によく見られる。ルテニウムやモリブデンの化合物には4重結合を持っているものがあるが、これはδ結合によってしか説明できない。
アセチレン中の非結合性軌道にある低エネルギーの電子を励起して、δ結合を2つの炭素3重結合の間に形成することが可能である。これは反結合性π*軌道の軌道対称性がδ結合と同じであるためである。
より高位のφ結合（f軌道に対応）やγ結合（g軌道に対応）も可能だと推定されるが、観測はされていない。理論化学の中では時折見られる。